# نادي سلوفان براتيسلافا
نادي سلوفان براتيسلافا الرياضي لكرة القدم (بالسلوفاكية: Športový klub Slovan Bratislava futbal) نادي كرة قدم سلوفاكي يلعب في دوري السوبر السلوفاكي. تم تأسيس النادي في سنة 1919.